# Långtora flygfält
Långtora flygfält är ett flygfält i Långtora sockens nordöstra del. Fältet har funnits här sedan 1981 och är hemmafält för Stockholms Segelflygklubb (SSFK), som flyttat dit efter Skarpnäcksfältets bebyggande, samt för Enköpings flygklubb. Fältet har två gräsbanor, 07-25 och 12-30, vardera c:a 700mx200m. November 2014 fick flygfältet flygplatsstatus, med ICAO-kod ESVL.
Flygfältet började anläggas 1980, vid Sandängen, efter arrende tecknats på marken. 1981 flyttades den huvudsakliga flygverksamheten hit från Gamla Långtora flygfält. Allmänna kommunikationer saknas till flygplatsen, som ligger ungefär 11 km norr om Enköping.
På flygplatsen bedrivs främst intensiv segelflygverksamhet. För flygande besökare med motorflygplan gäller PPR.
Flygplatsen ligger under Stockholm TMA, och har 8 segelflygsektorer till sitt förfogande:
| Sektor                | Maxhöjd                                                                    |
| --------------------- | -------------------------------------------------------------------------- |
| Långtora Syd (LTS) ** | 1 850 m std**. (IFR med marksikt)                                          |
| Långtora Nord (LTNO)  | 2 450 m std. (IFR med marksikt)                                            |
| Enköping Nord (ENK)** | 1.850** m std. (IFR med marksikt)                                          |
| Sundbro 1             | 2 450 m std. (IFR med marksikt)                                            |
| Sundbro 2             | 1 850 m std. (IFR med marksikt)                                            |
| Björklinge            | 1 850 m std. (IFR med marksikt)                                            |
| Vittinge, Siggefora   | Del av Sundbro 2. Endast enskilt färdtillstånd när Sundbro 2 ej är öppnad. |
| Dragman               | Endast enskilt färdtillstånd.                                              |

** Vid användning av vissa banor på Arlanda sänks dessa höjder till max 1.200 m QNH i sektor Enköping och/eller Långtora Syd.

## Källhänvisningar
1. 1 2 3  ”Katekesen (pdf)”. Arkiverad från originalet den 4 december 2014. https://web.archive.org/web/20141204130146/http://www8.idrottonline.se/ImageVaultFiles/id_182785/cf_57129/Katekesen.PDF. Läst 26 november 2014.
2. ↑  ”Enköping flygfält (Långtora)”. Arkiverad från originalet den 13 augusti 2014. https://web.archive.org/web/20140813005057/http://www.flygkartan.se/052749/Enk%C3%B6ping_flygf%C3%A4lt_(L%C3%A5ngtora)/. Läst 22 mars 2013.
3. ↑  ”Flygplatser i Uppsala Län (pdf)”. Arkiverad från originalet den 31 december 2014. https://web.archive.org/web/20141231013045/http://www.lansstyrelsen.se/uppsala/SiteCollectionDocuments/Sv/publikationer/2007/Flygplatser-i-Uppsala-lan-WEB.pdf. Läst 26 november 2014.
4. 1 2  ”Stockholms Segelflygklubb, För flygande besökare”. Arkiverad från originalet den 4 december 2014. https://web.archive.org/web/20141204130143/http://www8.idrottonline.se/StockholmsSFK-Flygsport/Omklubben/Forflygandebesokare/. Läst 26 november 2014.